# Hospital de Barcelona
El Hospital de Barcelona es un centro hospitalario cooperativo, de carácter privado, inaugurado en 1990 con capacidad por más de 400 pacientes. El centro pertenece a SCIAS, una cooperativa formada por 164 000 usuarios y por 800 trabajadores, fundada en 1974 por iniciativa de Asistencia Sanitaria que propuso a sus asegurados que participaran en el proyecto de un hospital cooperativo formado por sus socios usuarios y trabajadores. El 2015, SCIAS facturó 62 millones, un 95 % de los cuales provenían de la prestación de servicios a Asistencia Sanitaria. Ocupa un edificio en la avenida Diagonal de Barcelona que iba a ser destinado inicialmente para el hotel Hilton. El 2015, el 65 % de la cirugía y un 54 % de toda la actividad se hacía de forma ambulatoria.